# Ursinae
Ursinae er en af tre underfamilier i familien Ursidae (bjørne). Den indeholder slægten Ursus.

## SlægtenUrsus
Arterne læbebjørn og malajbjørn er her inkluderet i Ursus, men er sommetider henholdsvis inkluderet i slægterne Melursus og Helarctos.
- Underfamilie Ursinae Fischer de Waldheim, 1817
  - Ursus Linné, 1758
    - Ursus maritimus Phipps, 1774 - Isbjørn
    - Ursus arctos Linné, 1758 - Brun bjørn
    - Ursus americanus (Pallas, 1780) - Amerikansk sortbjørn
    - Ursus ursinus (Shaw, 1791) - Læbebjørn
    - Ursus malayanus (Raffles, 1821) - Malajbjørn
    - Ursus thibetanus (Cuvier, 1823) - Kravebjørn
    - † Ursus boeckhi Schlosser, 1899
    - † Ursus yinanensis Li, 1993
    - † Ursus theobaldi Lydekker, 1884
    - † Ursus minimus (Devèze & Bouillet, 1827)
    - † Ursus abstrusus (Bjork, 1970)
    - † Ursus etruscus Cuvier, 1823
    - † Ursus deningeri Richenau, 1904
    - † Ursus kudarensis Baryshnikov, 1985
    - † Ursus rossicus Borissiak, 1930
    - † Ursus ingressus Rabeder, Hofreiter, Nagel & Withalm 2004
    - † Ursus deningeri Richenau, 1904
    - † Ursus spelaeus Rosenmüller, 1794

Der er observeret hybrider mellem amerikansk sortbjørn, brun bjørn og isbjørn.